# Halonympha claviculata
Halonympha claviculata is een tweekleppigensoort uit de familie van de Halonymphidae. De wetenschappelijke naam van de soort is voor het eerst geldig gepubliceerd in 1881 door Dall.